# James Small
Pour les articles homonymes, voir Small.
Cet article concerne le botaniste britannique. Pour le joueur sud-africain de rugby à XV, voir James Small (rugby à XV).
James Small est un botaniste britannique, né en 1889 à Brechin et mort le 28 novembre 1955.

## Biographie
Il étudie la pharmacie au Birkbeck College de Londres et obtient son Bachelor of Sciences en 1913, son Master of Sciences en 1916 et son Doctorat of Sciences en 1919. Il se marie à Helen Pattison en 1917 dont il aura deux fils et une fille.
Il est maître assistant de botanique à l’Armstrong College de Newcastle en 1916, puis au Bedford College de 1916 à 1920, il enseigne en parallèle de 1917 à 1920 à l’École de la Société de pharmacie. De 1920 à 1954, il enseigne la botanique à la Queen’s university de Belfast, puis professeur émérite en 1954-1955.
Small est notamment l’auteur de : Origin and Development of Compositae ; Application of Botany in Utilisation of Medicinal Plants ; Textbook of Botany ; What Botany Really and Tissues ; Geheimnisse der Botanik ; El Secreto de la Vida de las Plantas ; Pocket)Lens Plant Lore ; Practical Botany ; pH and Plants ; Modern Aspects of pH, pH of Plant Cells ainsi que de nombreux articles.